# Bobby Bones
Bobby Bones (Mountain Pine, Arkansas, 2 de abril de 1980) es un locutor de radio, autor, comediante y músico estadounidense. Es el presentador del programa de radio distribuido a nivel nacional The Bobby Bones Show, que se emite desde WSIX-FM de Nashville, Tennessee.

## Primeros años
Bobby Estell (alias Bobby Bones) nació en Hot Springs, Arkansas, en Pamela Hurt. Su madre quedó embarazada a los 15 años y su padre tenía 17 años. Fue criado en la pequeña comunidad de Mountain Pine, Arkansas, por su madre y su abuela materna. Su padre biológico estuvo con él hasta la edad de 5 años, pero luego desapareció. Bobby comenzó a soñar con una carrera de radio alrededor de la edad de 5 o 6 años. Creció en un parque de casas rodantes y con frecuencia veía la radio como un boleto para salir de la pobreza. Comenzó su carrera en la radio a los 17 años en la estación del campus de la Universidad Estatal de Henderson, KSWH-FM 91.1. Se graduó con una licenciatura en radio y televisión de Henderson en 2002.

## Carrera

### Carrera temprana
Mientras todavía estaba en la universidad, Bones fue a trabajar como asistente de estación en KLAZ en Hot Springs, Arkansas, pero fue puesto en el aire a los pocos días de ser contratado. Un gerente allí le dio la opción de salir al aire como Bobby Z o Bobby Bones. El primer contrato de radio de tiempo completo de Bones le pagó 17 000 dólares. En 2002, fue contratado por Q100/KQAR en Little Rock, Arkansas.  Mientras estuvo allí, irrumpió en otra estación de radio (KLAL), lo que lo llevó a su próximo trabajo en Austin, Texas, para comenzar a presentar The Bobby Bones Show en KHFI-FM.

### Austin
Bones fue contratado originalmente para el turno de noche en KHFI-FM, moviéndose a la unidad de la mañana poco después. Mientras estaba en Austin, conoció a dos de sus futuros coanfitriones, Lunchbox (en un bar) y Amy (en un concurso de coanfitriones de radio después de que Jill se fuera). Primero contrató a Sarah, que estaba familiarizada con la industria, y luego decidió que Amy estaría mejor. Él creyó en Amy y la puso en el aire inmediatamente. Su productor ejecutivo, Alayna, anteriormente fue pasante en el programa.
Durante diez años, el programa incorporó a su audiencia en el programa matutino más votado de Austin y se distribuyó en algunos mercados regionales. En el apogeo de su popularidad, se le ofreció a Bones un trabajo fuera de la radio, pero finalmente optó por permanecer en Clear Channel.

### Nashville
En el otoño de 2012, Clear Channel movió a Bones y su show de Austin con su formato Top 40 a Nashville, un formato de música country mientras presentaba The Bobby Bones Show en todo el país. Se hizo cargo del especio presentado por DJ Gerry House, quien se retiró en 2010. Bones ahora transmite desde WSIX-FM en Nashville las mañanas de lunes a viernes de 5 a 10 a. m. (CT). Sus coanfitriones son Lunchbox y Amy, y presenta a Ray, Eddie, Morgan, Mike D y Morgan #2. Michael Bryan es el director del programa.
The Bobby Bones Show se ha convertido en una parada habitual de entrevistas para las mejores estrellas de la música country incluyendo a Luke Bryan, Taylor Swift, Blake Shelton, Tim McGraw, Lady Antebellum, Jason Aldean, Dierks Bentley y The Band Perry.
En el aire, Bones y sus coanfitriones rompen el molde de la radio country, con una mezcla de noticias e información de la cultura pop. Como Bones notó en una entrevista, «No soy un vaquero. No llevo una hebilla de cinturón, o no tengo esos elementos tradicionales de la radio de la música country de la vieja escuela antes que yo. Pero de donde crecí y cómo crecí, la música country siempre ha sido el tejido de la música que he escuchado».
En 2016 Bones admitió haber gastado 13 000 dólares en 2013 en vallas publicitarias de Nashville con el aviso «GO AWAY BOBBY BONES» (en español: Vete Bobby Bones) como campaña de relaciones públicas para ganarse la simpatía del público.

### Distribución nacional
En febrero de 2013, The Bobby Bones Show comenzó a distribuirse a nivel nacional a través de Premiere Networks (propiedad de Clear Channel), a la vez que el programa quedó disponible en iHeartRadio.com y la aplicación móvil iHeartRadio. El programa fue lanzado inicialmente con 35 estaciones, y actualmente lo transmiten 68 estaciones de radio en FM de Estados Unidos. Se considera central para la asociación de Clear Channel con Country Music Television en lo que se ha denominado una «carrera armamentística de medios de música country». Según Clear Channel Radio, propietaria de WSIX-FM, el show es el programa matutino número uno en Austin, Texas; Wichita, Kansas; Amarillo, Texas y Lubbock, Texas.
A nivel nacional, The Bobby Bones Show es el programa matutino de música country más importante del país, con una audiencia estimada de casi 3 millones de oyentes. El mercado más grande del programa está en Washington D. C., donde WMZQ lo transmite de lunes a viernes de 6 a 10 a. m.
Bones también es presentador del Country Top 30 semanal, transmitido en más de 100 estaciones de radio.
Como parte de la organización de Clear Channel, Bones fue seleccionado para ser anfitrión del primer IHeartRadio Country Music Festival, celebrado en Austin, Texas, en 2014. Presentó el premio a la canción country del año en los primeros iHeartRadio Music Awards en Los Ángeles.

## Otros medios
Bones apareció en la película de 2009, Bandslam, con Vanessa Hudgens. También ha aparecido en el drama de ABC, Nashville y ha sido presentador invitado con Kelly Ripa en Live! with Regis and Kelly.
Desde 2012, Bones ha sido parte de la alineación de Fox Sports Radio, presentando el programa de charlas deportivas de fin de semana Roddick and Bones con la estrella de tenis Andy Roddick, transmitiendo los sábados de 1 a 4 p. m. hora del Este, en casi 300 estaciones de radio.
Bones también es el anfitrión del podcast The Bobbycast, donde entrevista a cantantes y compositores de todos los géneros. También ha lanzado su propia red de podcasts, Nashville Podcast Network.
El 17 de mayo de 2016, lanzó su primer libro titulado Bare Bones, I'm Not Lonely If You're Reading This Book. El libro se convirtió en un best seller del The New York Times.
El 19 de junio de 2018, lanzó su segundo libro titulado Fail Until You Don’t: Fight. Grind. Repeat. Fue un mentor en la primera temporada de American Idol de ABC.
El 12 de septiembre de 2018, Bones fue anunciado como una de las celebridades que competirán en la temporada 27 de Dancing with the Stars, siendo emparejado con la bailarina profesional Sharna Burgess. Ellos lograron llegar a la final, siendo los ganadores de la competencia.

## Perfil público
Según el Washington Post, Bones es diferente a los DJs de radio típicos, ya que no tiene la «voz de DJ de radio clásica y en auge».
El 28 de septiembre de 2013, Bones y su tripulación formaron parte de un equipo que estableció el récord mundial Guinness de «La mayoría de las comidas de alivio del hambre empacadas en una hora (equipo)».

## Activador accidental del SAE
En octubre de 2014, Bones desencadenó accidentalmente el Sistema de Alerta de Emergencia (SAE) durante un ataque aéreo sobre una prueba errónea de SAE que interrumpía la cobertura local de la WZTV de la Serie Mundial de 2014 en Fox, tocando tonos SAE. La emisión de SAE, que exacerbó un desencadenante local accidental que solo habría ocurrido en Nashville debido a que el programa estaba en distribución nacional, y en cascada a través de las filiales del programa en otras ciudades, provocó que las cajas de AT&T U-verse en todo el país cerraran con la prueba errónea. En mayo de 2015, el empleador de Bones, iHeartMedia, pagó una multa de $1 millón de dólares de la FCC debido al incidente y eliminó todos los efectos de sonido de SAE de su biblioteca de sonido nacional para evitar una recurrencia.

## Política
El 3 de enero de 2017, Bones anunció que estaba considerando postularse para gobernador de Arkansas en las elecciones de 2018. El 14 de marzo de 2017, Bones decidió no participar, aunque afirmó que podría postularse en el futuro.

## Premios y honores
Durante cuatro años consecutivos, de 2004 a 2008, Bones fue nombrado «Mejor personalidad de radio» por los Austin Music Awards, presentados por The Austin Chronicle y SXSW. The Bobby Bones Show también ganó el «Mejor programa de radio» 2007-2008. El 6 de abril de 2014, Bones, Amy y Lunchbox ganaron su primer premio de la Academia de la Música Country por la «Personalidad Nacional al Aire del Año», solo nueve meses después del primer año de Bones en la música country. Bones fue incluido en el Salón de la Fama de la Radio Nacional durante una ceremonia el 2 de noviembre de 2017 en el Museo de las Comunicaciones y la Radiodifusión en Chicago.
Bones y The Bobby Bones Show ganó el premios ACM 2014, 2016 y 2018 a la «Personalidad nacional en al aire».
The Bobby Bones Show también se llevó a casa un premio CMA en 2017 por «Personalidad nacional».
El 2 de noviembre de 2017 será implantado para siempre en la cabeza de Bobby Bones como el día en que ingresó al Salón de la Fama de la Radio Nacional. Él es la personalidad radiofónica más joven en haber logrado tantos honores.

## Discografía
Discografía de Bobby Bones and the Raging Idiots

### Álbumes de estudio
| Título                      | Detalles del álbum                                                                    | Posición más alta | Posición más alta | Posición más alta | Posición más alta | Ventas        |
| Título                      | Detalles del álbum                                                                    | Country EUA       | EUA               | Comedy EUA        | Indie EUA         | Ventas        |
| --------------------------- | ------------------------------------------------------------------------------------- | ----------------- | ----------------- | ----------------- | ----------------- | ------------- |
| The Critics Give It 5 Stars | - Fecha de lanzamiento: 18 de marzo de 2016 - Discográfica: Black River Entertainment | 4                 | 41                | 1                 | 3                 | - EUA: 12,700 |

### Extended plays
| Título              | Detalles del álbum                                                                       | Posición más alta | Posición más alta | Posición más alta |
| Título              | Detalles del álbum                                                                       | EUA               | Kid EUA           | Indie EUA         |
| ------------------- | ---------------------------------------------------------------------------------------- | ----------------- | ----------------- | ----------------- |
| The Raging Kidiots  | - Fecha de lanzamiento: 2 de noviembre de 2015 - Discográfica: Black River Entertainment | 64                | 3                 | 2                 |
| The Next Episode EP | - Fecha de lanzamiento: 2017                                                             | —                 | —                 | —                 |

### Otras canciones registradas
| Año                                        | Sencillo                                           | Posición más alta   | Posición más alta  | Álbum                       |
| Año                                        | Sencillo                                           | Country Airplay EUA | Comedy Digital EUA | Álbum                       |
| ------------------------------------------ | -------------------------------------------------- | ------------------- | ------------------ | --------------------------- |
| 2016                                       | «We Can't Stand Each Other» (con Carrie Underwood) | —                   | 8                  | The Critics Give It 5 Stars |
| 2016                                       | «Every Day Is a Good Day»                          | —                   | 10                 | The Critics Give It 5 Stars |
| 2016                                       | «Starbucks!»                                       | —                   | 14                 | The Critics Give It 5 Stars |
| 2016                                       | «Fishin' with My Dad»                              | 60                  | 20                 | The Critics Give It 5 Stars |
| 2017                                       | «Namaste»                                          | —                   | 1                  | The Next Episode EP         |
| 2017                                       | «Chick-Fil-a (... But It’s Sunday)»                | —                   | 3                  | The Next Episode EP         |
| "—" denota lanzamientos que no registraron |                                                    |                     |                    |                             |

### Videos musicales
| Año  | Video                     | Director       |
| ---- | ------------------------- | -------------- |
| 2016 | «If I Was Your Boyfriend» | Robert Chavers |